# Bălții Noi
Bălții Noi (în poloneză Nowe Bielce, în ucraineană Нові Бельці, transliterat: Novi Belți, în rusă Новые Бельцы, transliterat: Novîe Belțî) este un cartier amplasat în sud-vestul orașului Bălți. La nord și est cartierul este delimitat de râul Răuțel și Lacul orășenesc, iar la sud și vest de hotarul administrativ al municipiului.

## Geografie
Cartierul este situat pe o colină cu altitudinea maximă de 154,2 metri. Versantul de nord-vest este puternic afectat de alunecări de teren din cauza defrișărilor. Pe panta nord-estică a colinei se afla cimitirul polonez, însă din cauza alunecărilor cimitirul a fost lichidat în 1997 și teritoriul reamenajat.
Solul este cernoziom tipic moderat humifer. În funcție de gradul de înclinație a terenului, grosime solului variază de la 1 metru până la câțiva centimetri pe versanții mai abrupți. La marginea estică a cartierului se află o carieră de extracție a argilei pentru construcții.
Clima este temperat continentală, precipitațiile fiind de 500-550 mm/an, temperatura medie anuală este 10°C.
Flora și fauna este reprezentată de diferite specii de plante și animale caracteristice pentru nordul Moldovei. La vestul cartierului în anii 1950-1960 a fost plantată o fâșie forestieră, denumită Fâșia Silvică „Cosmonauților”.

## Arheologie
La 1 km sud-est de Bălții Noi, la sud de un lac, pe versantul ușor înclinat al unui bot de deal, la confluența a două pâraie, s-a descoperit o vatră datată cu sfârșitul mileniului al IV-lea î.e.n . Pe locul fostei așezări se disting urme de case din nuiele cu lut. Au fost colectate fragmente de oale cu ornamente și picturi, reprezenătir plastice antropomorfe, topoare de piatră, vârfuri de săgeți făcute din silex etc. Satul a fost incendiat de cetele de normanzi veniți după pradă, dovadă servind grămezile de lut ars. Pe aceeași vatră, în epoca târzie a bronzului (sfârșitul mileniului II) exista o altă așezare, la suprafața solului se văd clar urme de locuințe vechi . Orizonturi cultural-cronologice identificate aparțin culturii Sântana de Mureș-Černjahov.
În 2018, a fost descoperit un mormânt de înhumație, parțial distrus, cu trei vase cenușii de lut, fibulă de bronz, un pandantiv-căldărușă de fier și mai multe mărgele din pastă sticloasă și os. A fost cercetat un mormânt având scheletul orientat cu capul spre nord și așezat cu fața în jos, iar membrele întinse de-a lungul corpului. Mormântul se încadrează în cultura Sântana de Mureș-Cerneahov (sec. IV e.n.). Probabil, aceste oseminte sunt componentele unui complex funerar sau ale unei necropole mai mare.

## Istorie
În anul 1912, o duzină de familii poloneze venite de Podolia au întemeiat o așezare pe moșia lui Aleksandr Krupensky. Noua localitate a fost denumită Nowe Bielce (Bălții Noi), toponim utilizat până în prezent. Localitatea era traversată de o singura stradă, de-a lungul căreia, pe ambele părți, au fost construite case cu un nivel, unele în stil modern. Bălții Noi erau înconjurați de terenuri agricole, dreptul de proprietate asupra cărora le revenea familiilor poloneze. În perioada interbelică Bălții Noi era populat de circa 300 de persoane, fiind printre cele mai mari localități poloneze din Basarabia. Școlii primare din localitate i sa conferit numele „Alecu Donici” în 1929. În acelaș an, învățători erau Șubernețchi Iacob și Botnariuc Nicolai, ultimul fiind transferat din Aluniș. A fost o instituție de învățământ mixtă, de fete și băiți, care a funcționat până începerea războiului mondial. Polonezii au avut grijă să păstreze tradițiile, limba și credința și n-au încheiat căsătorii cu persoane de alte etnii. În orașul Bălți au funcționat o biserică catolică frecventate de polonezii din localitățile din jur, inclusiv din Bălții Noi.
După ocuparea Basarabiei de către sovietici în 1940, apoi și între anii 1944-1949, jumătatea din populația Bălților Noi a fost deportată în Siberia sau repatriată în Polonia. După moartea lui Stalin deportaților li s-a permis să se întoarcă, dar casele lor din Bălții Noi au fost date altor persoane venite din URSS, iar terenurile agricole au fost transformate în sovhozuri. Astfel, polonezii au fost nevoiți să se stabilească cu traiul în alte orașe..
În perioada postbelică cartierul și-a mărit suprafața și numărul de locuitori până în 1969, când în Bălți, ca oraș de subordonare republicană, s-a interzis construcția caselor particulare. În 1988 interdicția a fost anulată și pe terenurile limitrofe din sud-vestul cartierului a început construcția caselor particulare de 1-2 nivele. Prin urmare, după 1989 suprafața cartierului Bălții Noi a crescut de 2 ori.

## Social
Populația cartierului constituie aproximativ 2,8 mii de locuitori. Fondul locativ este reprezentat de case particulare de 1-2 nivele, întreprinderile industriale lipsesc. Din instituțiile publice în cartierul Bălții Noi funcționează Gimnaziul nr. 10, Oficiul Poștal nr. 11 și Grădinița-creșă nr. 2.